# Blagodarnenskij rajon
Il Blagodarnenskij rajon, in russo Благодарненский район?, è un rajon del Kraj di Stavropol', nel Caucaso; il capoluogo è Blagodarnyj. Istituito nel 1924, ricopre una superficie di 2.471 chilometri quadrati e mel 2012 ospitava una popolazione di circa 61.000.